# Giełda Papierów Wartościowych w Baku
Giełda Papierów Wartościowych w Baku (azer. Bakı Fond Birjası – BFB, ang. Baku Stock Exchange – BSE) – giełda papierów wartościowych w Azerbejdżanie; zlokalizowana w stolicy kraju – Baku.